# Flächenmanagement und Bodenordnung
Die Zeitschrift Flächenmanagement und Bodenordnung (fub) mit dem Untertitel Zeitschrift für Liegenschaftswesen, Planung und Vermessung ist eine technisch-wissenschaftliche Fachzeitschrift, die seit 2000 herausgegeben wird.
Vorgänger waren von 1924 bis 1972 (mit Unterbrechungen) die Vermessungstechnische Rundschau (VR) mit dem Untertitel Zeitschrift für das Vermessungswesen und von 1973 bis 2000 Vermessungswesen und Raumordnung (VR).
Flächenmanagement und Bodenordnung erscheint alle zwei Monate und enthält Fachartikel zu den Bereichen Flächenmanagement, Bodenordnung, Stadtplanung, Regionalplanung, Grundstücksverkehr, Grundstücksbewertung, Liegenschaftskataster und Vermessungswesen.